# Джордан Карвер
Джордан Карвер (англ. Jordan Carver, настоящее имя Ина-Мария Шнитцер, нем. Ina-Maria Schnitzer; род. 30 января 1986, Трир, Германия) — американская актриса и фотомодель германского происхождения.

## Биография
Родилась в Германии. Её родители имеют итальянские корни. Выросла в Айфеле. После окончания средней школы и профессионально-технического училища начала работать менеджером отеля, но позже решила сменить работу на визажиста. Со временем ей предложили стать фотомоделью. Она согласилась, и к концу 2000-х годов эмигрировала в Соединенные Штаты, поселившись в Лос-Анджелесе, Калифорния.

## Карьера
Её настоящее имя Ина-Мария Шнитцер. В 2009 году она стала победительницей Октоберфест Дирндль 2009 и вошла в число трех последних кандидатов на конкурсе SeaStar Discovery журнала дайверов. Переехав в Соединенные Штаты в 2010 году, она исправила свой возраст, указав 26 лет (на три года меньше) и назвала себя Джордан Карвер. Получив некоторую популярность на своем собственном сайте, она работала фотомоделью для Playboy Radio, ZOO UK, WGN USA и COBRA Seats и других. Она появлялась в качестве фотомодели в английских и шведских мужских журналах, таких как Zoo и Slitz, а также в некоторых телепередачах частных каналов, ориентированных на мужскую аудиторию (WGN-TV Channel 9, RTL Television).
В 2011 году Карвер стала известна широкой аудитории в Германии, главным образом, благодаря частым репортажам в газете Bild, которая ссылалась на фотографии, сделанные во время упражнений йоги под названием Yoga Jordan. Далее она все чаще появлялась на немецких ТВ-каналах, в том числе на ProSieben. В 2012 году она получила собственную программу на RTL Zwei под названием «Джордан Карвер — лицо года».
Также в 2012 году она вместе с Джиной-Лизой Лохфинк, Микаэлой Шефер и Сандрой Лэнг стала участницей телевизионной рекламы для интернет-магазина электроники Redcoon, которая была приобретена Media-Saturn-Holding в марте 2011 года.
В 2013 году она приняла участие в телешоу «Дикие девушки — на высоких каблуках через Африку». В том же году она появилась в швейцарской комедии «Кто убил Джонни» вместе с Мелани Винигер, Максом Лунгом и Карлосом Леалом.
Являясь футбольной болельщицей, она предложила бесплатно перевозить полузащитника «Боруссия» Марко Ройса, который был оштрафован на 540 тысяч евро за управление автомобилем без водительских прав.

## Личная жизнь
У Джордан Карвер есть партнёр, от которого забеременела через 2 месяца; о своей беременности она сообщила в сентябре 2016 года. В конце декабря 2016 года родила сына. Пара рассталась.
21 февраля 2020 года из её Instagram стало известно, что она ждёт второго ребёнка. 29 июля этого же года родила девочку, имя которой Кайя.